# Grönlut
Grönlut är en alkalisk lösning som erhålls då man i en smältlösare löser upp den smälta av oorganiska substanser som bildas i botten av sodapannan då svartlut från sulfatprocessen förbränns i samband med framställning av pappersmassa. 
Grönlut består av en lösning av framför allt natriumsulfid (Na2S) och natriumkarbonat (Na2CO3). Vidare erhålls mindre mängder natriumsulfat (Na2SO4), 
natriumsulfit (Na2SO3) och natriumtiosulfat (Na2S2O3). 
I sodapannan önskar man omvandla så mycket av svavlet som möjligt till reducerad form (som sulfid). Andelen reducerat svavel i grönluten anges genom begreppet reduktionsgrad (för grönlut), som definieras enligt följande, varvid cX betecknar molariteten [mol dm-3] för substansen X:

{\displaystyle Reduktionsgrad={\frac {c_{Na_{2}S}}{(c_{Na_{2}S}+c_{Na_{2}SO_{4}}+c_{Na_{2}SO_{3}}+c_{Na_{2}S_{2}O_{3}})}}}

där de olika komponenterna bestäms genom standardiserade analysförfaranden.
Veden innehåller varierande mängder metallföreningar, som i samband med kokprocesserna hamnar i svartluten, och dessa metaller eller metalljoner bildar i grönluten olösliga metallsalter (i huvudsak i form av sulfider och karbonater). Dessa fasta metallföreningar avskiljes som ett slam genom filtrering eller sedimentering från grönluten, så kallat grönlutsslam. Grönlutsslammet tvättas för återvinning av natriumföreningar och måste därefter deponeras.
Från smältlösaren pumpas grönluten först till grönlutsklarningen för slamavskiljningen och sedan till mixeriet (kausticeringen) för omvandling till vitlut. I kausticeringen blandas grönlut med bränd kalk (i huvudsak kalciumoxid (CaO)) från mesaugnen. Den brända kalken omvandlar natriumkarbonatet till natriumhydroxid (NaOH), och den erhållna lösningen kallas vitlut. Den brända kalken omvandlas härvid till så kallad mesa, i huvudsak kalciumkarbonat (CaCO3), som avskiljes som fällning från vitluten genom filtrering eller sedimentering och återföres till mesaugnen för att åter brännas till bränd kalk (CaO). Innan mesan förs till ombränningen i mesaugnen tvättas den för återvinning av natriumföreningar innan den förs till ombränningen i mesaugnen.